# Endingen am Kaiserstuhl
Endingen am Kaiserstuhl település Németországban, azon belül Baden-Württembergben. Lakosainak száma 10 708 fő (2023. december 31.).

## Népesség
A település népessége az elmúlt években az alábbi módon változott:
| Lakosok száma | 5899 | 6079 | 6512 | 7003 | 7247 | 8287 | 8647 | 9085 | 9060 | 10 708 |
|               | 1961 | 1968 | 1974 | 1981 | 1987 | 1994 | 2000 | 2007 | 2013 | 2023   |